# OPA!
„OPA!” („ΏΠΑ!”) este un cântec interpretat de Iorgos Alkeos. A reprezentat Grecia la Concursul Muzical Eurovision 2010. Este primul cântec cu versuri numai în greacă trimis de Grecia la Eurovision după 1998.